# Stockegöl (Kråksmåla socken, Småland)
Stockegöl är en sjö i Nybro kommun i Småland och ingår i Alsteråns huvudavrinningsområde.